# زیردریایی کلاس چرچیل
زیردریایی کلاس چرچیل (به انگلیسی: Churchill-class submarine) یک کلاس از زیردریایی است که طول آن 86.9 m می‌باشد.